# Síndrome prostàtica
La síndrome prostàtica és un conjunt de símptomes: disúria d'esforç, pol·laciúria, disminució del calibre i de la força del raig miccional, degoteig terminal o micció en dos o més temps, sensació de micció incompleta (tenesme vesical), nictúria (haver-se de llevar diverses vegades per anar a orinar durant la nit).

## Etiologia
- Hiperplàsia prostàtica benigna: és, de molt, la causa més freqüent.
- Quists prostàtics.
- Prostatitis.
- Neoplàsia.